# 科里·本内特
科里·本内特（英語：Cory Bennett，1991年7月12日—），新西兰男子曲棍球运动员，场上位置是后卫。他曾代表新西兰国家队参加2018年英联邦运动会曲棍球比赛，获得一枚银牌。